# Jorge Luis Borges

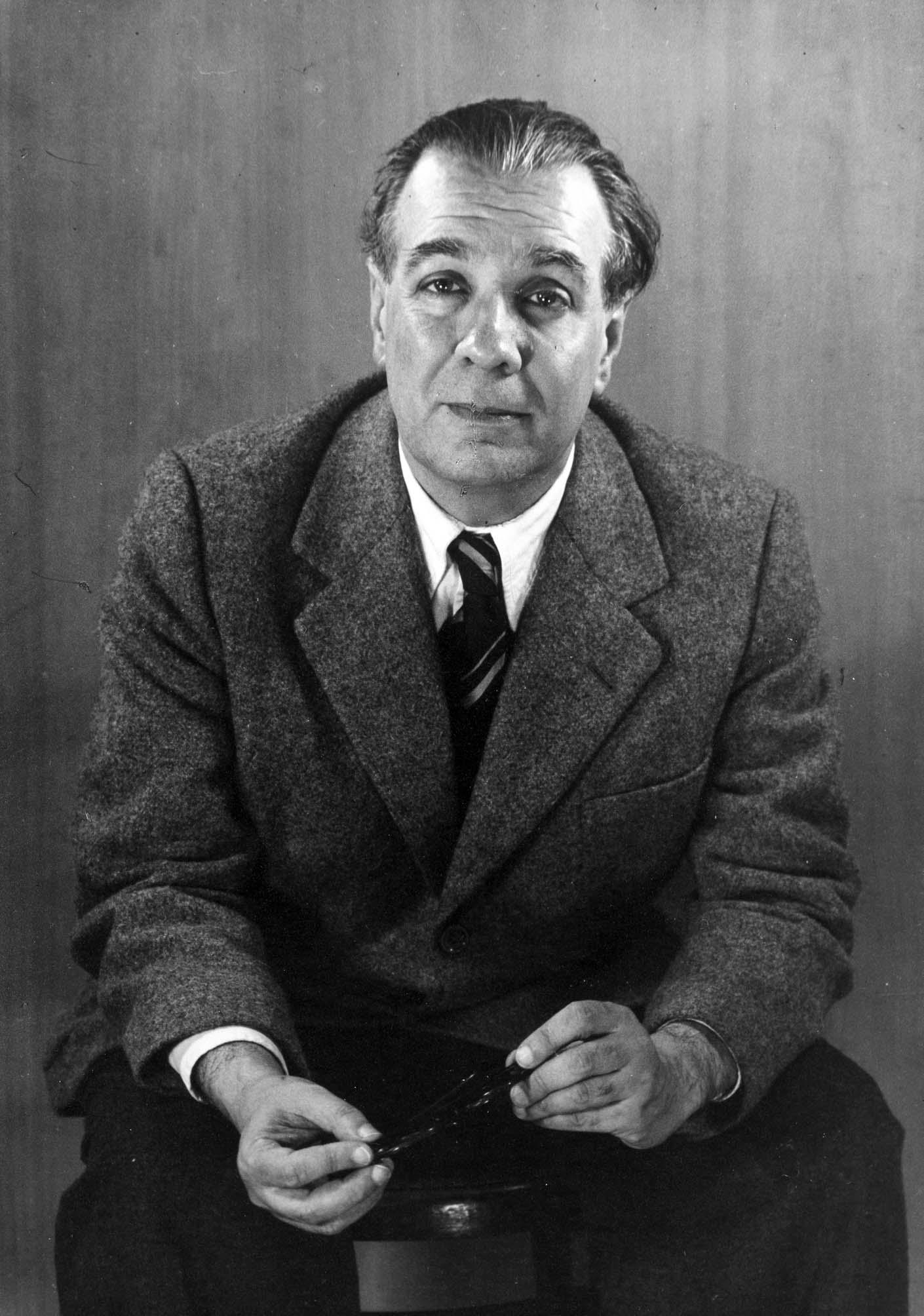
Jorge Luis Borges,
Foto: Grete Stern, 1951

Jorge Francisco Isidoro Luis Borges Acevedo, kurz Jorge Luis Borges [ˈxorxe ˈlwis ˈβorxes] ⓘ (* 24. August 1899 in Buenos Aires; † 14. Juni 1986 in Genf) war ein argentinischer Schriftsteller und Bibliothekar. Borges verfasste eine Vielzahl phantastischer Erzählungen und Gedichte und gilt als Mitbegründer des Magischen Realismus.
Literarisch beeinflusst wurde Borges vor allem von Macedonio Fernández, Rafael Cansinos Assens, englischsprachiger Literatur (Walt Whitman, Gilbert Keith Chesterton, George Bernard Shaw, Thomas De Quincey), Franz Kafka und dem Daoismus. Seine philosophischen Anschauungen, die dem erkenntnistheoretischen Idealismus verpflichtet sind und sich in seinen Erzählungen und Essays wiederfinden, bezog Borges vornehmlich von George Berkeley, David Hume und Arthur Schopenhauer.
Mit dem argentinischen Schriftsteller Adolfo Bioy Casares verband ihn eine lebenslange Freundschaft. Borges war Mitbegründer der „lateinamerikanischen Phantastik“ und einer der zentralen Autoren der von Victoria Ocampo und ihrer Schwester Silvina 1931 gegründeten Zeitschrift Sur, die sich dem kulturellen Austausch zwischen Lateinamerika und Europa widmete.

## Leben

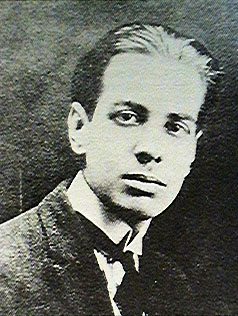
Jorge Luis Borges, zirka 1921

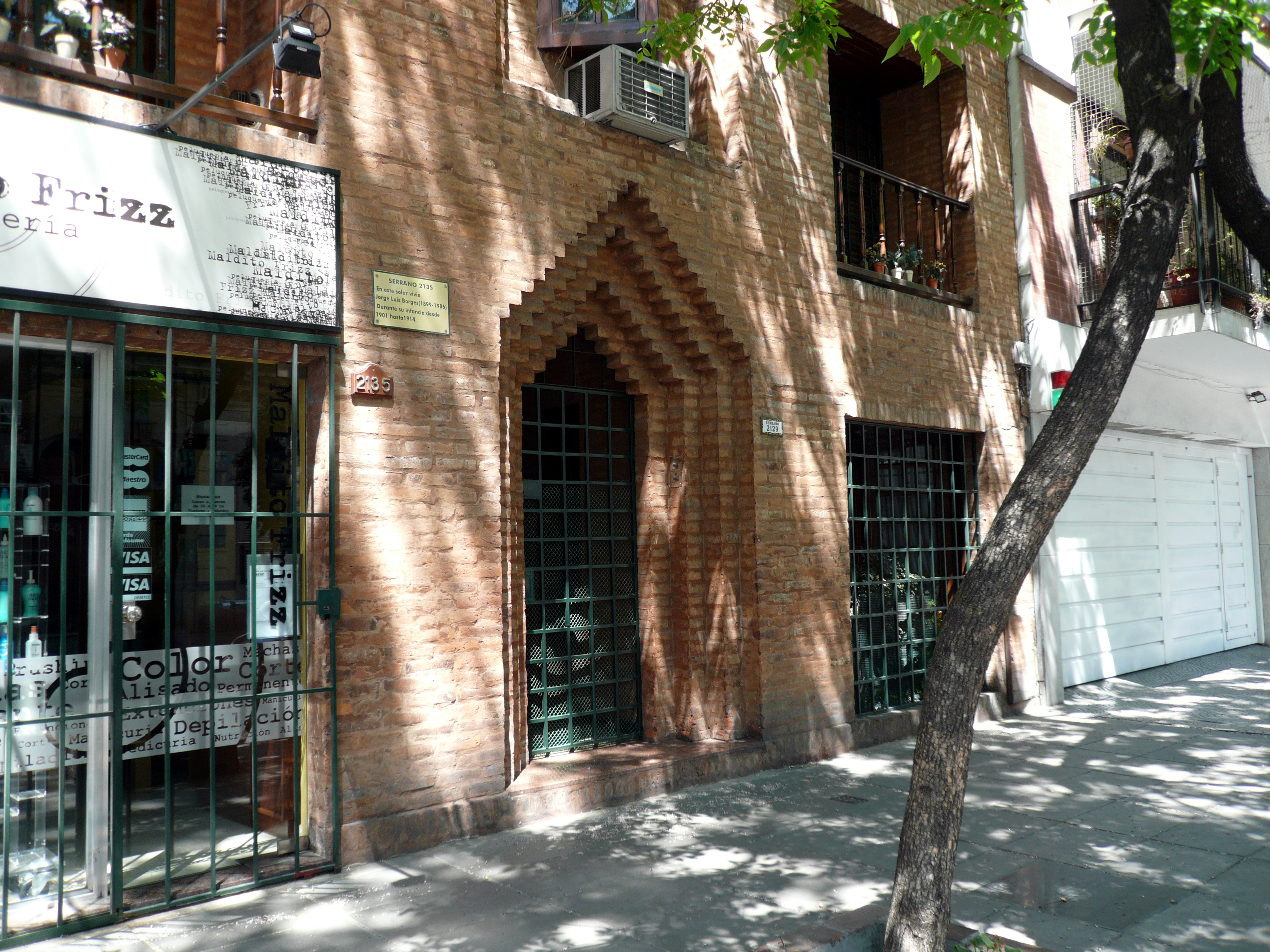
Hier lebte Jorge Luis Borges während seiner Kindheit von 1901 bis 1914. Die Straße in Buenos Aires heißt jetzt Jorge Luis Borges.

Jorge Luis Borges stammte aus einer wohlhabenden argentinischen Familie und wuchs in Buenos Aires auf. Sein Vater, Jorge Guillermo Borges (1873–1938), war Rechtsanwalt, Dozent für Philosophie und Psychologie sowie Verfasser eines Romans (Der Caudillo, Palma de Mallorca, 1921), diverser Essays und Erzählungen, eines Dramas, einer Übersetzung von Edward Fitzgeralds Bearbeitung der Vierzeiler von Omar Chayyām und mehrerer Gedichte. Im Elternhaus wurde Englisch und Spanisch gesprochen (die Mutter des Vaters, Fanny Haslam, stammte aus Staffordshire), weshalb Jorge Luis Borges bereits als Kind auch englische Bücher aus der mehrere tausend Bände umfassenden Bibliothek seines Vaters las (so las er auch den Don Quijote zuerst auf Englisch). Seine Mutter, Leonor Acevedo Haedo (1876–1975), war in Uruguay geboren und ebenso zweisprachig. Sie übersetzte Werke von Katherine Mansfield, Herbert Read und William Saroyan aus dem Englischen ins Spanische.
Von Beginn an förderte sie die künstlerischen Interessen ihrer Kinder. So wurde Borges’ Schwester Norah eine bedeutende Malerin. Sein Großvater väterlicherseits, Francisco Borges, war ein Oberst und fiel 1874 beim gescheiterten Aufstand von Bartolomé Mitre (Revolución de 1874) in der Schlacht von La Verde. Jorge Luis Borges verehrte den Großvater als Helden. Dessen Schicksal kommt in mehreren Gedichten zur Sprache, darunter Al coronel Francisco Borges.

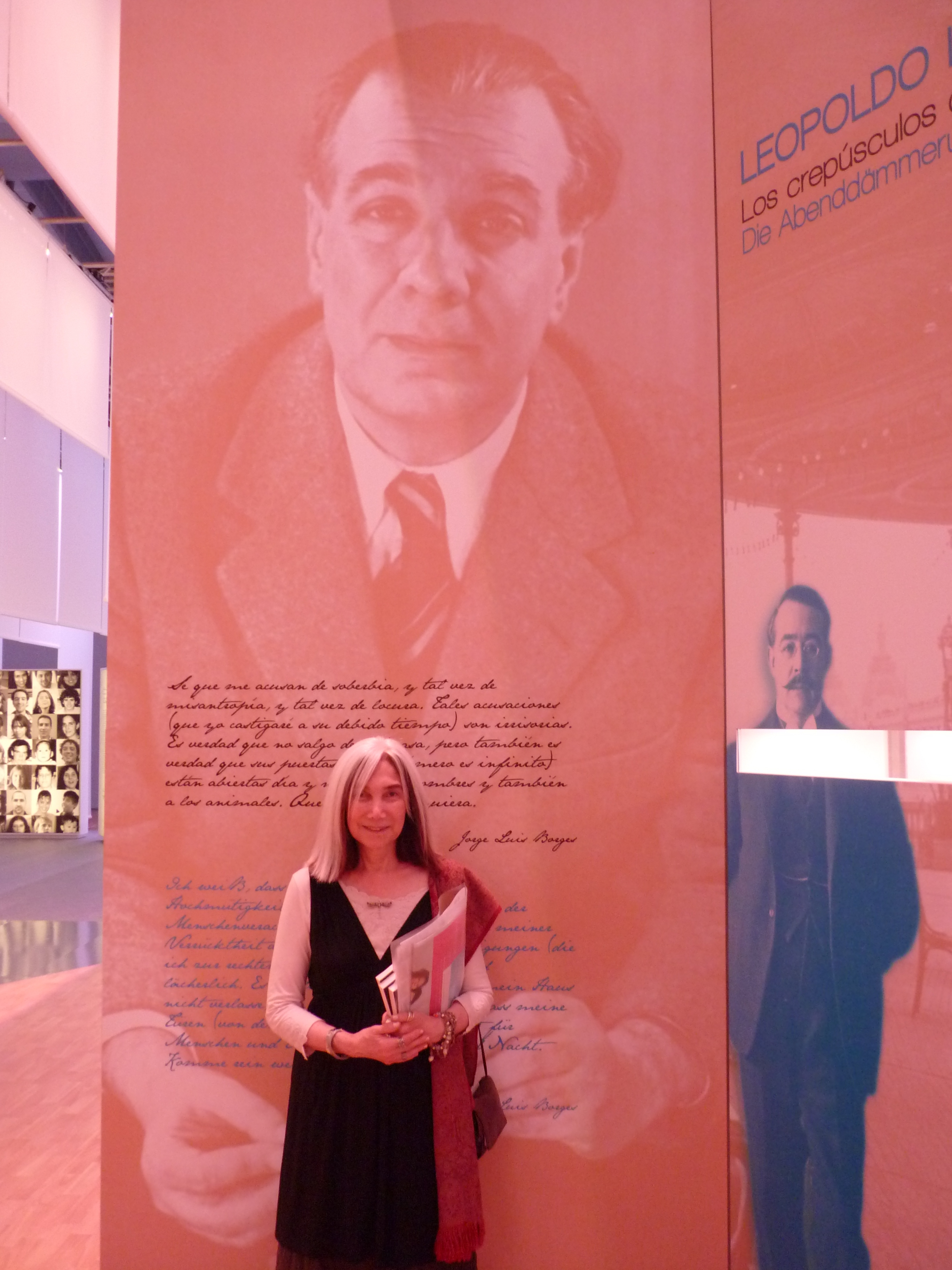
María Kodama, Borges’ zweite Frau, 2010

Ab 1914 verbrachte Borges sieben Jahre in der Schweiz, weil sich sein Vater dort einer Augenoperation unterzog. Er lernte unter anderem am Genfer Collège Calvin Deutsch, Latein und Französisch. Seine Liebe zur deutschen Sprache und seine Bewunderung für deren Ausdruckskraft feierte er in seiner Ode An die deutsche Sprache. Er studierte dann in Spanien, wo er mit einigen zeitgenössischen Dichtern in Kontakt kam. Mit etwa fünfzig Jahren war er vollständig erblindet, was ihn jedoch nicht daran hinderte, mit Hilfe von Freunden noch mehrere Jahrzehnte hindurch schriftstellerisch tätig zu sein. Ab 1955 war Borges Direktor der argentinischen Nationalbibliothek.
Nachdem seine erste Ehe nach wenigen Jahren gescheitert war, heiratete Borges kurz vor seinem Tod seine langjährige literarische Sekretärin und Reisebegleiterin, die Autorin María Kodama (1937–2023), und bestimmte sie zur Nachlassverwalterin seines Werks. Jorge Luis Borges starb am 14. Juni 1986 in Genf im Alter von 86 Jahren; sein Grab befindet sich auf dem Cimetière des Rois. Den Grabstein ziert ein Vers aus dem altenglischen Gedicht The Battle of Maldon: and ne forhtedon na (Z. 21), was mit „… und keineswegs furchtsam“ übersetzt werden kann. Auf der Rückseite steht ein Auszug aus der Völsunga saga: Hann tekr sverðit Gram ok leggr i meðal þeira bert, („… er nimmt das Schwert Gram und legt es blank zwischen sie“).
Borges verfügte über eine umfassende Bildung in Literatur und Philosophie. Unter anderem war er mit den Sagas Skandinaviens, der altenglischen Sprache und der altnordischen Literatur, den umfassenden Werken Thomas De Quinceys und Ralph Waldo Emersons, der Dichtung und Philosophie der Antike, dem deutschen Mittelalter, dem alten Fernen Osten und der Kabbala vertraut.
Eine besondere Vorliebe hatte er für metaphysische Literatur, die er als „einen Zweig der phantastischen Literatur“ ansah. Borges war auch mit den Werken deutscher Philosophen wie Arthur Schopenhauer oder Oswald Spengler vertraut. Die Vertrautheit mit der literarischen Tradition vieler Kulturen spiegelt sich in der Vielfalt seines eigenen literarischen Werks wider.

## Werk

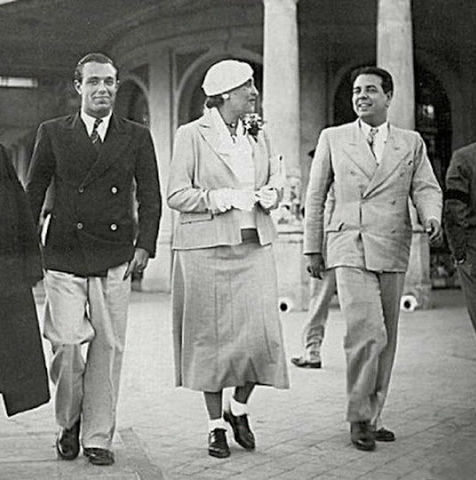
Adolfo Bioy Casares, Victoria Ocampo und Jorge Luis Borges, 1935

Jorge Luis Borges ist einem größeren Publikum durch seine phantastischen Erzählungen bekannt geworden. Er verfasste außerdem zahlreiche Gedichte, Essays, gab Bücherkataloge und Zitatsammlungen heraus, arbeitete für Zeitschriften und war als Übersetzer tätig. Darüber hinaus hat er unter den Pseudonymen B. Suarez Lynch und H. Bustos Domecq Werke veröffentlicht, die in Zusammenarbeit mit Adolfo Bioy Casares entstanden. Borges wählte für seine Werke immer eine kurze Form: wenige seiner Texte sind länger als zehn oder fünfzehn Seiten. Er vertrat die Theorie, dass auch Unterhaltungsliteratur literarisch wertvoll sein kann. Er schätzte die Kriminalromane von Arthur C. Doyle ebenso wie William Shakespeares Dramen.
Obgleich viele seiner Werke in Argentinien spielen und sich immer wieder Bezüge auf Ereignisse und Personen der argentinischen Geschichte finden, lehnte Borges den Regionalismus in der Literatur strikt ab: Ein Schriftsteller müsse in der Lage sein, sich das gesamte Universum zu erschließen. Diese Haltung spiegelt sich auch in Borges’ Beschäftigung mit der Weltliteratur wider, in deren Zentrum zwar europäische und nordamerikanische Autoren standen, die jedoch auch Werke aus anderen Kulturkreisen, so etwa dem Fernen Osten einschloss.
Ein ständiges Thema bei Borges ist die Unendlichkeit. In Der Unsterbliche (El inmortal) z. B. führt die Reise zu den Troglodyten den Erzähler zu der Erkenntnis, dass das ewige Leben die ewige Wiederkehr des Gleichen und damit die äußerste Langeweile und die Erstarrung aller Lebendigkeit bedeutet. Die Einleitung der Erzählung bildet die Geschichte vom Erwerb eines antiquarischen Exemplars der Erstausgabe von Popes Homer-Übersetzung durch die Prinzessin Lucinge. Im letzten der sechs Bände dieser Ausgabe, die die Prinzessin von dem wie Homer auf der Insel Ios bestatteten Antiquar Cartaphilus in Smyrna, dem angeblichen Geburtsort Homers, kurz vor dessen Tod erworben habe, soll sich das Manuskript der Erzählung gefunden haben. Borges spiegelt sich in Homer, der in verschiedenen Verkörperungen, darunter einer der Troglodyten sowie Cartaphilus, in der Erzählung begegnet.
Doch hat ihn nicht nur die Unendlichkeit beschäftigt, sondern auch das Phänomen der Zeit und wie der menschliche Verstand und das menschliche Gefühl diese wahrnehmen, interpretieren und wie sie damit umgehen. Auch deshalb war er sehr an Traditionen aus allen Teilen der Erde interessiert, weil er sie als zeitlos empfand und in ihnen allen zusammen die Sehnsucht nach Ewigkeit erkannt haben wollte. Auch teilte er verschiedene idealistische und mythische Ansichten verschiedener Philosophen und Denker, so z. B. die Idee, dass alle Menschen ein genialer Geist sind, der die großen Werke der Weltliteratur geschrieben hat und schreibt; oder, dass der Zeugungsakt uns mit unseren Vorfahren verbindet, weil es eine Handlung ist, die Menschen durch alle Zeit hinweg begangen haben, eine Art Mythos also, der uns von der Illusion der Zeit abtrennt.

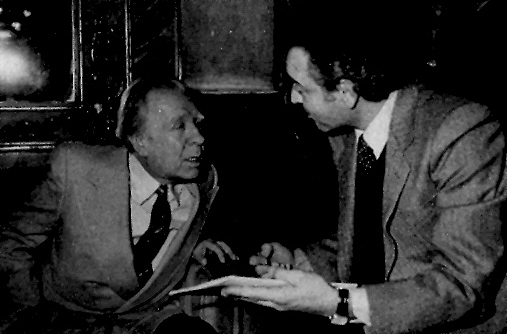
Jorge Luis Borges und Riccardo Campa, 1983

Ein weiteres wiederkehrendes Thema sind Bücher, die Borges immer wieder zu den Hauptfiguren seiner Geschichten machte (z. B. in Die Bibliothek von Babel, Das Sandbuch, Untersuchung des Werks von Herbert Quain, Der Weg zu Amotásim, oder Tlön, Uqbar, Orbis Tertius). Oft geht von diesen Büchern eine phantastische Macht aus, die an den Grundfesten der Realität rüttelt, diese verändert oder gänzlich eigene Realitäten hervorbringt. Parallel dazu sind Borges’ Erzählungen bevölkert von bibliophilen und belesenen Hommes de lettres, die sich mit obskuren Schriften oder Enzyklopädien auseinandersetzen bzw. diese verfassen. Das Zitieren oder Erwähnen von realen und fiktiven Büchern inklusive der Angabe von Ort und Veröffentlichungsdatum ist ebenfalls ein Charakteristikum vieler Erzählungen von Borges. Insgesamt spielt die Fiktion als Thema an sich für ihn eine große Rolle: „Borges ist besessen von der Vorstellung, der menschliche Geist habe ‚aus dem Nichts‘ eine Welt von Gedankensystemen geschaffen, die nun bis ins Unendliche fort weitere Gedankensysteme und dichterische Fiktionen erzeuge.“ (Marianne Kesting)
Borges gilt als Vorläufer der Postmoderne und ist einer der meistzitierten Autoren im Poststrukturalismus. Eines der Lieblingsstilmittel Borges’ ist die Täuschung, das Spielen mit dem Leser, die Vermischung von Realität und Surrealität. So werden in den Erzählungen oftmals einerseits real existierende Personen, Geschehnisse usw. genannt und zitiert, andererseits aber auch nichtwirkliche, oftmals unmögliche bzw. magische Personen, Objekte, Orte oder Geschehnisse wie Realitäten behandelt. Ein markantes Beispiel hierfür ist die Erzählung Tlön, Uqbar, Orbis Tertius. Dieses Stilmittel bringt Borges-Kommentatoren oft in Verlegenheit, denn es ist häufig nicht nachzuweisen, ob beispielsweise ein erwähnter Schriftsteller von Borges erfunden ist oder ob er real existiert hat, aber nur Borges selbst bekannt war. Nach Angel Flores markiert Borges’ Werk Universalgeschichte der Niedertracht (Historia universal de la infamia) aus dem Jahr 1935 die Geburtsstunde des Magischen Realismus in der lateinamerikanischen Literatur. Borges’ literarische Essays geben einen umfassenden Einblick in die Weltliteratur.

## Wirkungsgeschichte

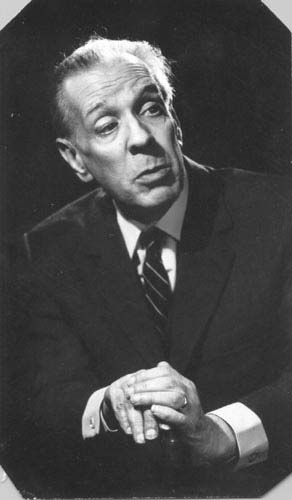
Jorge Luis Borges,
Foto: Annemarie Heinrich, 1967

Die Literaturwissenschaftler Gisbert Haefs und Fritz Arnold ordnen Borges als einen der wichtigsten Schriftsteller des 20. Jahrhunderts ein, ohne den die moderne hispanische Literatur, der Magische Realismus und das Werk von Autoren wie Alejo Carpentier, Gabriel García Márquez oder Mario Vargas Llosa nicht denkbar seien. Borges sei dank seiner umfassenden Kenntnis nichtspanischer Autoren aus der „postromantischen Erstarrung“ der spanischsprachigen Literatur ausgebrochen und habe diese um neue Techniken, Themen und Inhalte bereichert.
Sowohl für den magischen Realismus als auch für die Formstrukturen der Erzähler und Werke der Postmoderne war Borges von entscheidender Bedeutung. Wurden die Erzählungen aus Die Universalgeschichte der Niedertracht von manchen südamerikanischen Autoren schon früh als die ersten Werke des magischen Realismus bezeichnet, so ist man sich heute darüber einig, dass Borges, vor allem in seinen Fiktionen, viele Elemente postmodernen Erzählens vorwegnahm.
Die Erzählung Die Bibliothek von Babel inspirierte Umberto Eco zum Bauplan der Klosterbibliothek im Roman Der Name der Rose. Der blinde Bibliothekar und Gegenspieler Williams von Baskerville, Jorge von Burgos, ist eine Reminiszenz an Jorge Luis Borges. Ebenso ist der Plot von Tlön, Uqbar, Orbis Tertius in Ecos Das Foucaultsche Pendel übernommen, wo eine fiktive Welt plötzlich in die Realität eingreift. Von Eco stammt auch das Zitat: „Obwohl sie sich im Stil derart unterscheiden, zeigen zwei Autoren uns ein Bild des nächsten Jahrtausends: Joyce und Borges.“
Auch Michael Ende war mit dem Werk Borges’ vertraut: Seine Kurzgeschichte Der Korridor des Borromeo Colmi ist als Hommage an Borges untertitelt. Daniel Kehlmann weist Borges in seinen Göttinger Poetikvorlesungen (Diese sehr ernsten Scherze) als einen seiner Lieblingsschriftsteller aus, auch weil er dessen Verschmelzung von Realität und Fiktion in seinem eigenen Werk wiedererkennt. In seinem Roman Selige Zeiten, brüchige Welt beschreibt Robert Menasse den Autor Borges folgendermaßen: Dieser habe auf Leo (…) den Eindruck eines Mannes gemacht, der gleich als alter Herr auf die Welt gekommen sei.

## Politische Auffassungen
Borges betrachtete sich nie als einen politischen Schriftsteller. Allerdings enthalten viele seiner Werke Anspielungen auf politische Geschehnisse in seinem Heimatland. Borges war ein Gegner von Juan Perón. Seine konservative, teilweise etwas antidemokratische politische Ausrichtung ist auch damit zu erklären, dass Perón 1973 durch eine demokratische Wahl zum zweiten Mal nach 1946 wieder an die Macht kam, nachdem er 1955 zum ersten Mal gestürzt worden war; auch war es zu Borges’ Jugendzeiten in Argentinien üblich, dass Wahlen durch Straßengangs, die Wähler einfingen oder bedrohten, großflächig manipuliert wurden – vor allem in Buenos Aires; einige seiner Erzählungen erwähnen diese Arbeit als letzte Chance für Gauchos, die jemanden bei einem Messerduell umgebracht hatten und daraufhin verhaftet wurden. Wenn sie sich bereit erklärten für die „Wahlteams“ zu arbeiten, wurden sie oft sogleich wieder freigelassen.
Borges unterstützte zunächst den Militärputsch von 1976, der der Perón-Herrschaft ein Ende setzte. Allerdings distanzierte er sich anlässlich des Falklandkrieges wieder von der Militärdiktatur.

## Werkübersicht

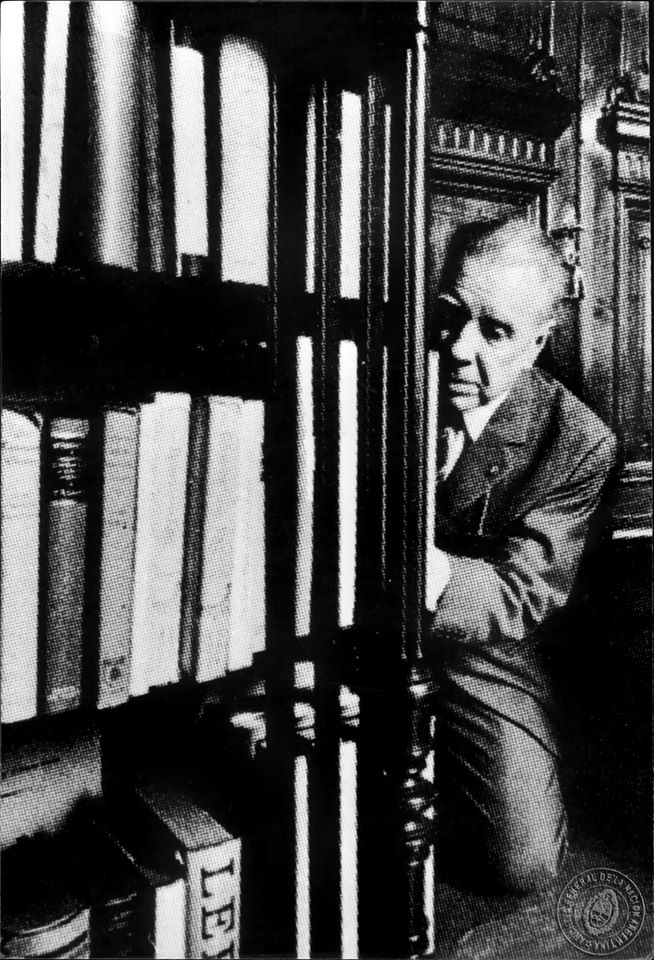
Jorge Luis Borges in der Nationalbibliothek, die er von 1955 bis 1973 leitete

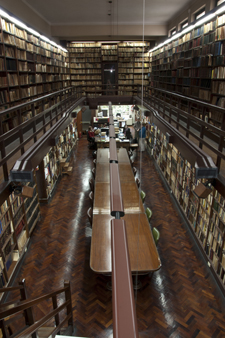
Bibliothek Jorge Luis Borges der Academia Argentina de Letras

### Bekannte Erzählungen
- La biblioteca de Babel (dt. Die Bibliothek von Babel) (1941), in: Ficciones (dt. Fiktionen)
- Examen de la obra de Herbert Quain (dt. Untersuchung des Werks von Herbert Quain) (1941), in: Ficciones (dt. Fiktionen)
- Tlön, Uqbar, Orbis Tertius (dt. Tlön, Uqbar, Orbis Tertius) (1944), in: Ficciones (dt. Fiktionen)
- Las ruinas circulares (dt. Die Kreisförmigen Ruinen) (1944), in: Ficciones (dt. Fiktionen)
- El jardín de senderos que se bifurcan (dt. Der Garten der Pfade, die sich verzweigen) (1944), in: Ficciones (dt. Fiktionen)
- El aleph (dt. Das Aleph) (1949), in: El Aleph (dt. Das Aleph)
- El sur (dt. Der Süden) (1953), in: Ficciones' (dt. 'Fiktionen)

### Wichtige Werke
- 1935: Historia universal de la infamia (dt. Universalgeschichte der Niedertracht), Erzählungen
- 1944: Ficciones (dt. Fiktionen), Erzählungen
- 1949/1952: El Aleph (dt. Das Aleph), Erzählungen
- 1960: El hacedor (dt. Borges und ich), Gedichte und Prosa
- 1970: El informe de Brodie (dt. David Brodies Bericht, 1972), Erzählungen
- 1975: El libro de arena (dt. Das Sandbuch, 1977), Erzählungen

### Einige Ko-Autorenschaften
- 1941: Antología de la literatura fantástica (dt. Anthologie der phantastischen Literatur) mit Adolfo Bioy Casares
- 1967: Introducción a la literatura norteamericana (dt. Einführung in die Literatur der USA)
- 1977: ¿Qué es el Budismo? (dt. Was ist Buddhismus?) mit Alicia Jurado

## Chronologische Werkübersicht

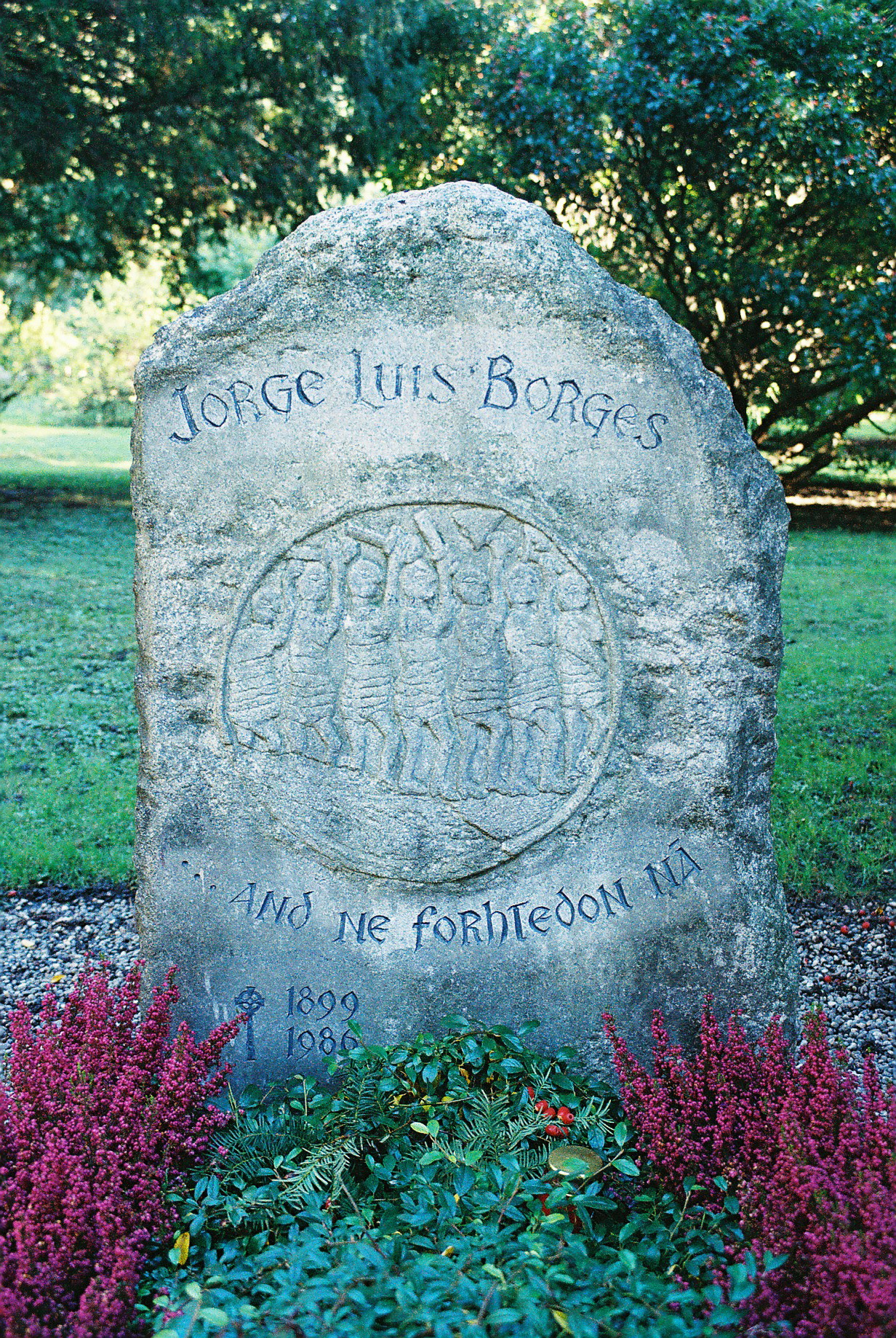
Grab von Jorge Luis Borges im Cimetière des Rois in Genf

### Eigene Werke
- um 1920: Die Karten des Zinkers (Erzählung) – unveröffentlicht, verschollen
- 1923: Buenos Aires mit Inbrunst (Lyrik)
- 1925: Mond gegenüber (Lyrik)
- 1929: Notizheft St. Martin (Lyrik)
- 1930: Evaristo Carriego (Essays)
- 1932/1935: Diskussionen (Essays)
- 1935/1961: Universalgeschichte der Niedertracht (Prosa)
- 1936: Geschichte der Ewigkeit (Prosa)
- 1936/1939: Von Büchern und Autoren (Essays)
- 1941: Der Garten der Pfade die sich verzweigen (Prosa)
- 1941/1952: Inquisitionen (Essays)
- 1942: Sechs Aufgaben für Don Isidoro Parodi (Prosa, zusammen mit Adolfo Bioy Casares)
- 1942: Das unerbittliche Gedächtnis (Erzählung)
- 1943/1945: Ein Modell für den Tod (Prosa, zusammen mit Adolfo Bioy Casares)
- 1944: Kunststücke (Prosa)
- 1945: Zwei denkwürdige Phantasien (Prosa, zusammen mit Adolfo Bioy Casares)
- 1949/1952: Das Aleph (Prosa)
- 1957/1968: Einhorn, Sphinx und Salamander – Handbuch der phantastischen Zoologie (Anthologie, Hrsg. zusammen mit Margarita Guerrero)
- 1960:
  - Borges und Ich (Prosa und Lyrik)
  - Museum (Lyrik und Prosa)
  - Das Buch von Himmel und Hölle (Anthologie, Hrsg. zusammen mit Adolfo Bioy Casares)
- 1964: Der Andere, der Selbe (Lyrik)
- 1965: Für die sechs Saiten (Lyrik)
- 1967/1968: Das Handwerk des Dichters (Harvard-Vorträge)
- 1967: Chroniken von Bustos Domecq (Prosa, zusammen mit Adolfo Bioy Casares)
- 1969: Lob des Schattens (Lyrik)
- 1970: David Brodies Bericht (Prosa)
- 1972: Das Gold der Tiger (Lyrik)
- 1975:
  - Das Sandbuch (Prosa)
  - Die tiefe Rose (Lyrik)
  - Vorworte (Essays)
  - Die Bibliothek von Babel (Anthologiereihe mit 30 Bänden mit phantastischer Literatur, Vorworte von Borges)
- 1976
  - Die eiserne Münze (Lyrik)
  - Das Buch der Träume (Anthologie, Hrsg. zusammen mit Roy Bartholomew)
- 1977: Neue Geschichten von Bustos Domecq (Prosa, zusammen mit Adolfo Bioy Casares)
- 1979: Borges mündlich (Essays)
- 1980: Sechs Nächte (Lyrik)
- 1980/1983: Shakespeares Gedächtnis (Prosa)
- 1981: Die Ziffer (Lyrik)
- 1982: Neun danteske Essays (Essays)
- 1985: Die Verschworenen (Lyrik)
- 1988: Persönliche Bibliothek (Essays)

Eine von Borges zusammengestellte Reihe phantastischer Literatur erschien unter dem Titel Die Bibliothek von Babel. Auf Deutsch wurde die Reihe mit 30 Bänden ab 1983 bei der Edition Weitbrecht veröffentlicht und ab 2007 bei der Büchergilde Gutenberg neu herausgegeben.

### Übersetzungen ins Spanische
- 1909: Oscar Wilde: Der glückliche Prinz
- 1936: Virginia Woolf: Jacobs Zimmer
- 1937: Virginia Woolf: Orlando
- 1941: William Faulkner: Wilde Palmen und Der Strom
- 1941: Henri Michaux: Ein Barbar auf Reisen
- 1943: Franz Kafka: Die Verwandlung
- 1970: Walt Whitman: Grashalme

## Publikationen auf Deutsch
Borges’ Gesamtwerk wurde bisher dreimal von Hanser und Fischer auf Deutsch veröffentlicht:
- Hanser I (9 Bände, Hardcover): 1980–1982
- Hanser I (2 Bände Gemeinsame Werke m. Bioy Casares, Hardcover): 1983, 1985
- Fischer (20 Bände, Taschenbuch): 1991–1994
- Hanser II (12 Bände, Hardcover): 1999–2009

### Hanser I
| Titel                                  | Jahr | Enthält                                                                   |
| -------------------------------------- | ---- | ------------------------------------------------------------------------- |
| Band 1: Gedichte 1                     | 1980 | Gedichte 1923–1965                                                        |
| Band 2: Gedichte 2                     | 1980 | Gedichte 1969–1976                                                        |
| Band 3/I: Erzählungen 1                | 1981 | Erzählungen 1935–1944 - Universalgeschichte der Niedertracht - Fiktionen  |
| Band 3/II: Erzählungen 2               | 1981 | Erzählungen 1949–1970 - Das Aleph - David Brodies Bericht                 |
| Band 4: Erzählungen 3                  | 1982 | Erzählungen 1975–1977 - Das Sandbuch - Rose und blau                      |
| Band 5/I: Essays I                     | 1982 | Essays 1932–1936 - Diskussionen - Geschichte der Ewigkeit                 |
| Band 5/II: Essays                      | 1982 | Essays 1952–1979 - Befragungen - Geschichte des Tangos - Borges, mündlich |
| Band 6: Borges und ich                 | 1982 |                                                                           |
| Band 7: Buch der Träume                | 1981 |                                                                           |
| Band 8: Einhorn, Sphinx und Salamander | 1982 |                                                                           |
| Band 9: Borges über Borges             | 1982 |                                                                           |

Die gemeinsamen Werke mit Adolfo Bioy Casares reichte Hanser je 1983 und 1985 nach:
| Titel              | Jahr | Enthält                                                                                       |
| ------------------ | ---- | --------------------------------------------------------------------------------------------- |
| Gemeinsame Werke 1 | 1983 | - Sechs Aufgaben für Don Isidro Parodi - Zwei denkwürdige Phantasien - Ein Modell für den Tod |
| Gemeinsame Werke 2 | 1985 | - Chroniken von Bustos Domecq - Neue Geschichten von Bustos Domecq                            |

### Fischer
Die deutsche Werkausgabe in Taschenbüchern wurde bei S. Fischer veröffentlicht.
| Band Nr. | Jahr | Titel                          | Enthält |
| -------- | ---- | ------------------------------ | --- |
| Band 1   | 1991 | Mond gegenüber                 | Gedichte 1923–1929 - Buenos Aires in Inbrunst - Mond Gegenüber - Notizheft von St. Martin |
| Band 2   | 1991 | Kabbala und Tango              | Essays 1930–1932 - Evarristo Carriego (erweitert) - Diskussionen (revidierte Fassung) |
| Band 3   | 1991 | Niedertracht und Ewigkeit      | Erzählungen und Essays 1935–1936 - Die Universalgeschichte der Niedertracht - Die Geschichte der Ewigkeit |
| Band 4   | 1994 | Von Büchern und Autoren        | Rezensionen 1936–1939 Versammelt die Beiträge – meist Autorenvitas, Rezensionen und literarische Skizzen – die Borges für die Wochenzeitung „El Hogar“ schrieb. |
| Band 5   | 1992 | Fiktionen                      | Erzählungen 1939–1944 u. a. - Der Garten der Pfade, die sich verzweigen - Kunststücke |
| Band 6   | 1992 | Das Aleph                      | Erzählungen 1944–1952 Enthält den Erzählband Das Aleph. |
| Band 7   | 1992 | Inquisitionen                  | Essays 1941–1952 Enthält den Essayband Inquisitionen (früherer Titel Befragungen) |
| Band 8   | 1993 | Einhorn, Sphinx und Salamander | Handbuch von Fabelwesen und Märchenfiguren (mit Margarita Guerrero) |
| Band 9   | 1993 | Borges und ich                 | Gedichte und Prosa 1936–1967 Prosa und Gedichte. Zusammengesetzt aus verschiedenen literarischen Skizzen, Erzählungen und lyrischen Sentenzen, die ursprünglich unter dem Titel El Hacedor herauskamen                                                                              |
| Band 10  | 1993 | Die zyklische Nacht            | Gedichte 1934–1965 - Der Andere, der Selbe - Für die sechs Saiten |
| Band 11  | 1993 | Das Buch von Himmel und Hölle  | Anthologie mit Adolfo Bioy Casares mit dem Thema der verschiedenen literarischen Sichten auf Himmel und Hölle. |
| Band 12  | 1994 | Schatten und Tiger             | Gedichte 1966–1972 - Lob des Schattens - Das Gold der Tiger |
| Band 13  | 1993 | Spiegel und Maske              | Erzählungen 1969–1983 - David Brodies Bericht - Das Sandbuch - Shakespeares Gedächtnis |
| Band 14  | 1994 | Rose und Münze                 | Gedichte 1973–1977 - Die tiefe Rose - Die eiserne Münze - Geschichte der Nacht |
| Band 15  | 1994 | Buch der Träume                | Anthologie mit Roy Bartholomew über Träume in ausgesuchter Weltliteratur vom Gilgamesch-Epos bis zu Kafka. |
| Band 16  | 1992 | Die letzte Reise des Odysseus  | Vorträge und Essays 1978–1982 - Borges, mündlich - Sieben Nächte - Neun danteske Essays |
| Band 17  | 1994 | Besitz des Gestern             | Gedichte 1981–1985 - Die Ziffer - Die Verschworenen |
| Band 18  | 1995 | Persönliche Bibliothek         | Vorworte und Rezensionen 1975–1985 - Vorworte - Persönliche Bibliothek |
| Band 19  | 1993 | Mord nach Modell               | Kriminalgeschichten, Prosa und ein Kriminalroman, alles mit Adolfo Bioy Casares. - Sechs Aufgaben für Don Isidro Parodi - Zwei denkwürdige Phantasien - Mord nach Modell Die ersten beiden Bücher erschienen unter dem Pseudonym H. Bustos Domecq, der Roman unter B. Suárez Lynch. |
| Band 20  | 1994 | Zwielicht und Pomp             | Prosa mit Adolfo Bioy Casares. - Chroniken von Bustos Domecq - Neue Geschichten von Bustos Domecq Beide mit dem Pseudonym des Titels publiziert. |

Bei S. Fischer wurden außerdem publiziert:
- Borges lesen (Enthält Autobiographischer Essay von Jorge Luis Borges, Die aufgehobene Zeit oder der Leser als Autor von Fritz Rudolf Fries, Der Bogenschütze, der Pfeil und die Scheibe von Octavio Paz, Borges oder der Seher von Marguerite Yourcenar, Daten zu Leben und Werk von Gisbert Haefs und einem Epilog von Jorge Luis Borges. S. Fischer, 2001, ISBN 3-596-11009-2)
- Das Handwerk des Dichters (Aus den Vorlesungen, die Borges an der Harvard University hielt). S. Fischer, 2008, ISBN 978-3-596-17501-7)

### Hanser II
Das Gesamtwerk von Borges wurde herausgegeben von Gisbert Haefs und Fritz Arnold und hierfür neu ins Deutsche übersetzt.
| Titel                                       | Jahr | Enthält                                                                                      |
| ------------------------------------------- | ---- | -------------------------------------------------------------------------------------------- |
| Band 1: Der Essays erster Teil              | 1999 | - Evaristo Carriego - Diskussionen                                                           |
| Band 2: Der Essays zweiter Teil             | 2005 | - Geschichte der Ewigkeit - Von Büchern und Autoren                                          |
| Band 3: Der Essays dritter Teil             | 2003 | - Inquisitionen - Vorworte                                                                   |
| Band 4: Der Essays vierter Teil             | 2004 | - Borges, mündlich - Sieben Nächte - Neun danteske Essays - Persönliche Bibliothek           |
| Band 5: Der Erzählungen erster Teil         | 2000 | - Universalgeschichte der Niedertracht - Fiktionen - Das Aleph                               |
| Band 6: Der Erzählungen zweiter Teil        | 2001 | - David Brodies Bericht - Das Sandbuch - Shakespeares Gedächtnis                             |
| Band 7: Der Gedichte erster Teil            | 2006 | - Buenos Aires mit Inbrunst - Mond gegenüber - Notizheft San Martin - Borges und ich         |
| Band 8: Der Gedichte zweiter Teil           | 2007 | - Der Andere, der Selbe - Für die sechs Saiten - Lob des Schattens - Das Gold der Tiger      |
| Band 9: Der Gedichte dritter Teil           | 2008 | - Die tiefe Rose - Die eiserne Münze - Geschichte der Nacht - Die Ziffer - Die Verschworenen |
| Band 10: Die Anthologien                    | 2008 | - Handbuch der phantastischen Zoologie - Das Buch von Himmel und Hölle - Buch der Träume     |
| Band 11: Der gemeinsamen Werke erster Teil  | 2009 | - Sechs Aufgaben für Don Isidro Parodi - Zwei denkwürdige Phantasien - Mord nach Modell      |
| Band 12: Der gemeinsamen Werke zweiter Teil | 2009 | - Chroniken von Bustos Domecq - Neun Geschichten von Bustos Domecq                           |

### Weitere wichtige deutsche Publikationen und Zusammenstellungen
- Labyrinthe (Ausgewählte Erzählungen aus „Fiktionen“ und „Das Aleph“). Deutscher Taschenbuch Verlag, München 1962, ISBN 3-423-05306-2.
- Der Zahir und andere Erzählungen. Insel, Frankfurt am Main 1964 (= Insel-Bücherei 822).
- Der Eine und die Vielen. Essays zur Literatur. Hanser, München 1966.
- Der frühe Wells. In: Das Tintenfaß, Band 25. Diogenes, Zürich 1975, ISBN 3-257-20229-6.
- Lob des Schattens. Hanser, München 1978, ISBN 3-446-11373-8.
- Sämtliche Erzählungen. Hanser, München 1980, ISBN 3-446-10928-5.
- Ausgewählte Essays. Suhrkamp, Frankfurt am Main 1982, ISBN 3-518-01790-X (= Bibliothek Suhrkamp 790).
- Die Geschichte der Nacht. Hanser, München 1984, ISBN 3-446-14150-2.
- Der ewige Wettlauf zwischen Achilles und der Schildkröte. Essays. Kiepenheuer, Leipzig 1985 (= Gustav Kiepenheuer Bücherei 63).
- Die Bibliothek von Babel (6 Erzählungen). Reclam, Stuttgart 1986, ISBN 3-15-009497-6.
- Die zwei Labyrinthe. Lesebuch. Deutscher Taschenbuch Verlag, München 1994, ISBN 3-423-10590-9.
- Fünf – Minuten – Gedichte. Hanser, München 1999, ISBN 3-446-19712-5.
- Der Mann im Spiegel seiner Bücher. Eine Biographie. Ullstein, Berlin 1999, ISBN 3-548-26559-6.
- Lesen ist Denken mit fremdem Gehirn (mit Osvaldo Ferrari). Arche, Zürich 2000, ISBN 3-7160-2102-4.
- Fabeltiere aus Oaxaca (Die Geschichte „Zoologiá Fantástica“, illustriert von Francisco Toledo). Swindoff, Künzelsau 2001, ISBN 3-934350-41-0.
- Eine neue Widerlegung der Zeit und 66 andere Essays. Eichborn, Frankfurt am Main 2003, ISBN 3-8218-4738-7 (= Die Andere Bibliothek 218).
- Im Labyrinth (Lesebuch mit Erzählungen, Essays und Gedichten). S. Fischer, Frankfurt am Main 2003, ISBN 3-596-50632-8.
- Ein ewiger Traum (Essaysammlung, mit bisher nicht auf Deutsch veröffentlichten Texten). Hanser, München 2010, ISBN 978-3-446-23547-2.
- Die unendliche Bibliothek (Ausgewählte Erzählungen). S. Fischer, Frankfurt am Main 2010, ISBN 978-3-596-51158-7.

## Filmografie
Drehbuch
- 1969: Invasion (Invasión, Regie: Hugo Santiago)

Literarische Vorlage
- 1969: Die Strategie der Spinne (La strategia del ragno, Regie: Bernardo Bertolucci)
- 1991: Der Süden (El sur, Regie: Carlos Saura)
- 1992: Der Tod und der Kompaß (The Death and the Compass, Regie: Alex Cox)

## Auszeichnungen
- 1944: Großer Preis des argentinischen Schriftstellerverbandes (erster Preisträger)
- 1956: Erster Nationalpreis für Literatur, Argentinien
- 1961: Internationaler Verlegerpreis Formentor (zusammen mit Samuel Beckett); Commendatore, Italien
- 1962: Commandeur de l’Ordre des Lettres et des Arts
- 1965: Order of Knighthood of the Very Distinguished Order of the British Empire
- 1965: Orden El Sol del Perú
- 1966: Madonnina, Mailand
- 1968: Wahl zum auswärtigen Ehrenmitglied der American Academy of Arts and Sciences
- 1970: Matarazzo Sobrinho, Brasilien (Interamerikanischer Literaturpreis)
- 1971: Jerusalempreis für die Freiheit des Individuums in der Gesellschaft
- 1971: Wahl zum auswärtigen Ehrenmitglied der American Academy of Arts and Letters
- 1972: Ehrendoktorwürde der Michigan State University[23]
- 1973: Alfonso-Reyes-Preis
- 1976: Orden Bernardo O’Higgins
- 1979: Großes Verdienstkreuz der Bundesrepublik Deutschland
- 1979: World Fantasy Award für sein Lebenswerk
- 1980: Balzan-Preis für Philologie, Linguistik und Literaturkritik, überreicht vom italienischen Präsidenten Sandro Pertini
- 1980: Premio Cervantes, Spanien (zusammen mit Gerardo Diego)
- 1980: Prix mondial Cino Del Duca, Frankreich
- 1983: Mitglied der französischen Ehrenlegion
- Am 23. Mai 2000 wurde der Asteroid (11510) Borges nach ihm benannt

## Würdigungen

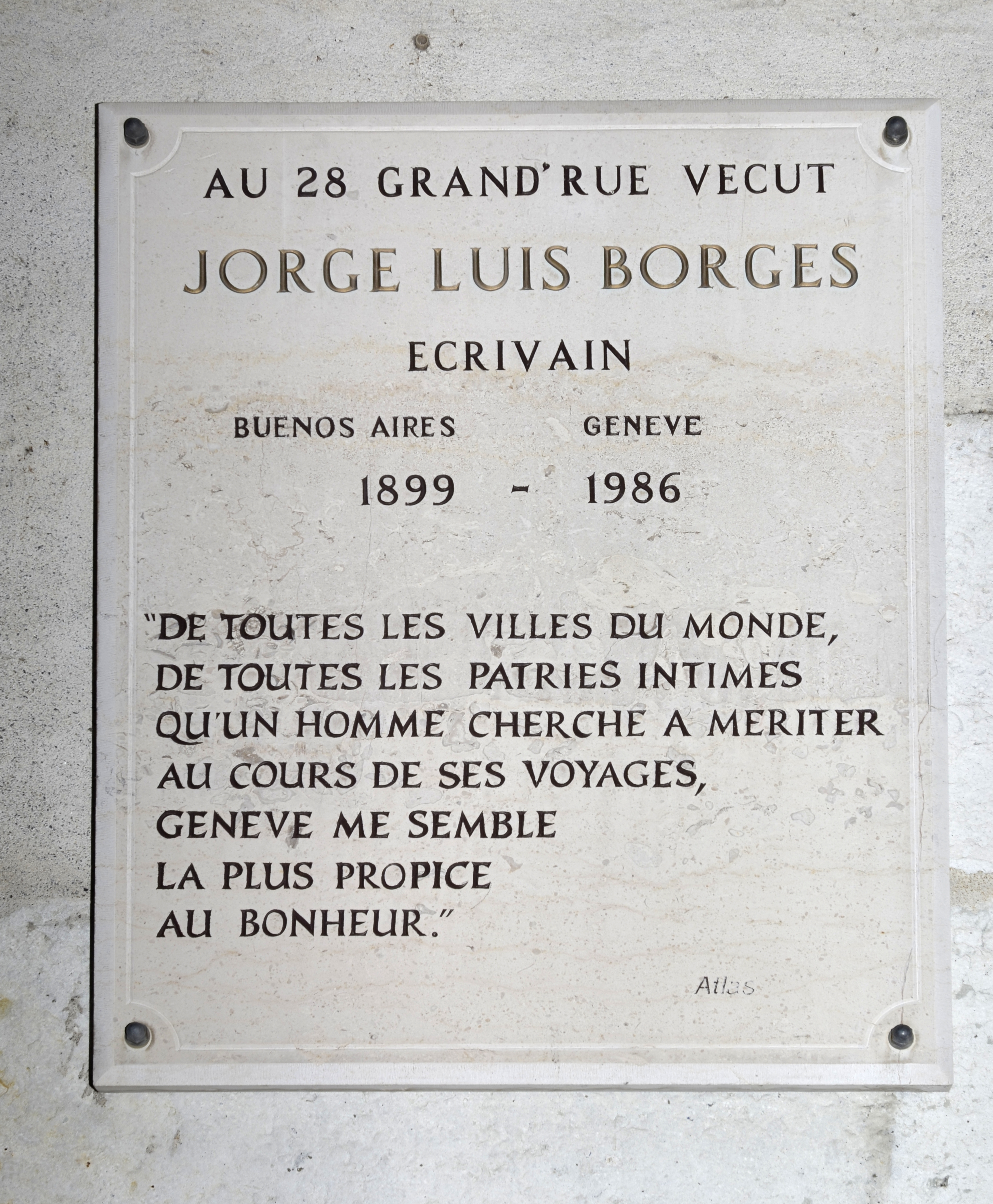
Gedenktafel für Jorge Luis Borges, Grand-Rue 28, Genf
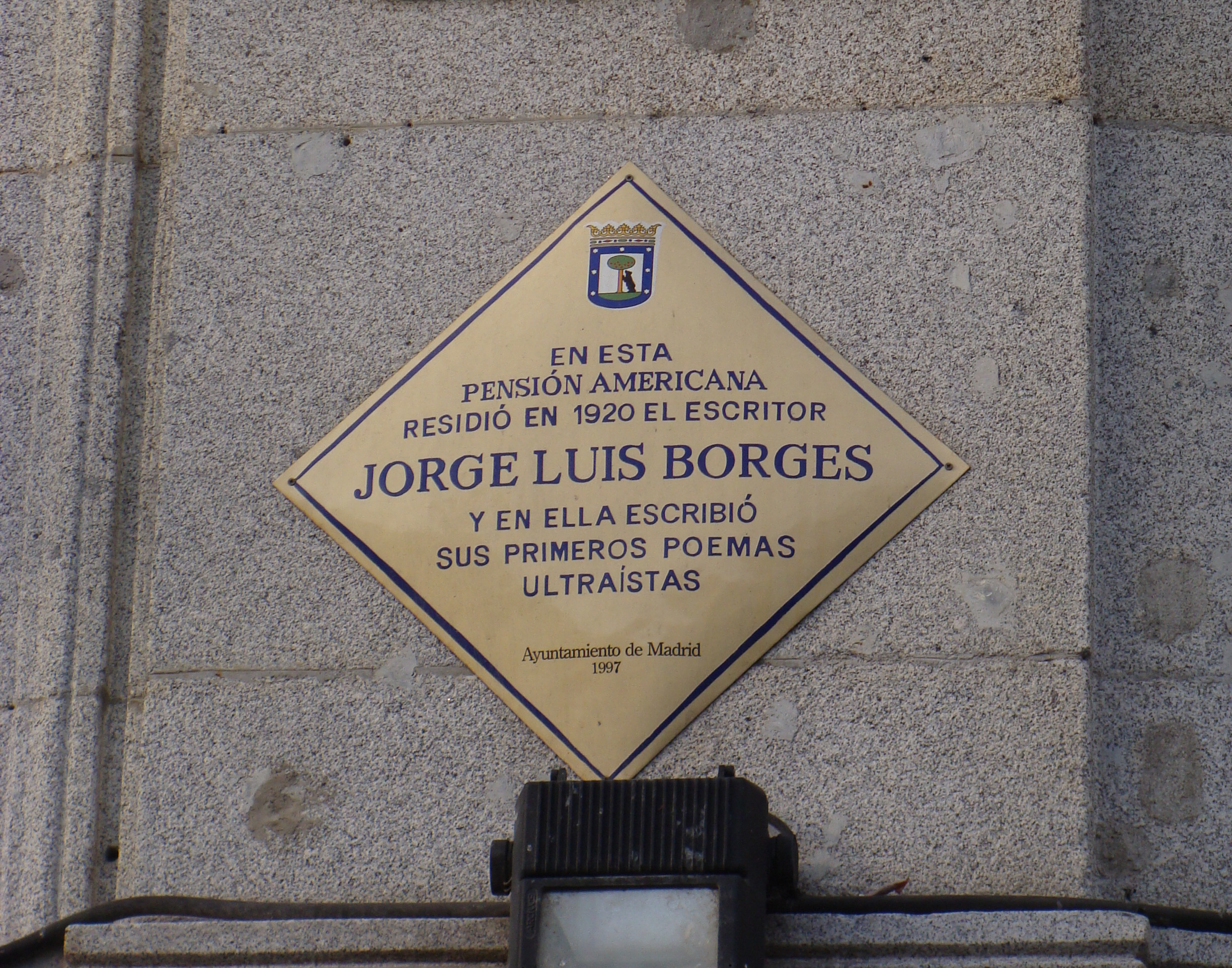
Gedenkplatz in Madrid zu Ehren von Jorge Luis Borges
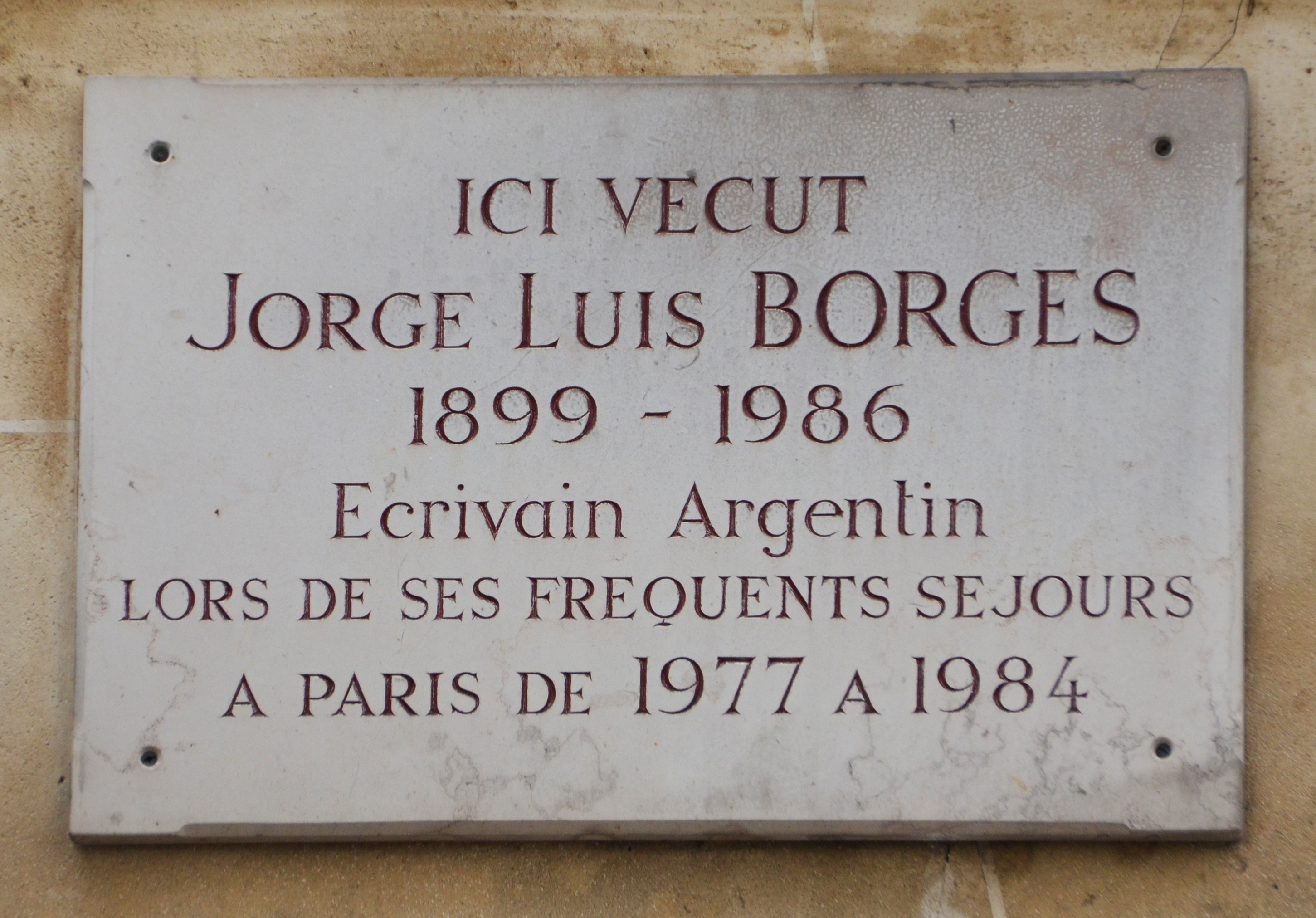
Gedenktafel für Jorge Luis Borges, rue des Beaux Arts, 6. Pariser Arrondissement, Paris
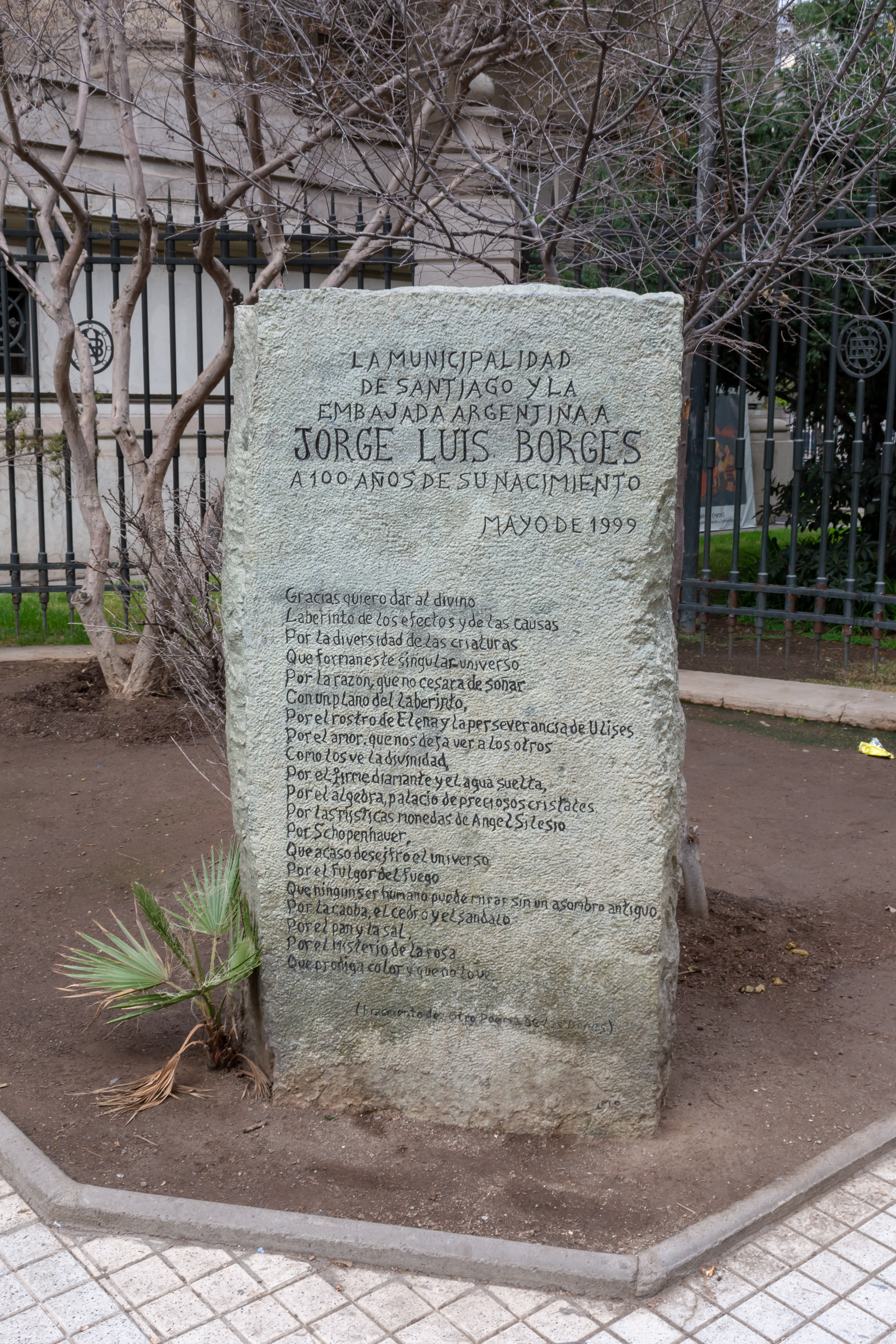
Monument für Jorge Luis Borges, Santiago de Chile
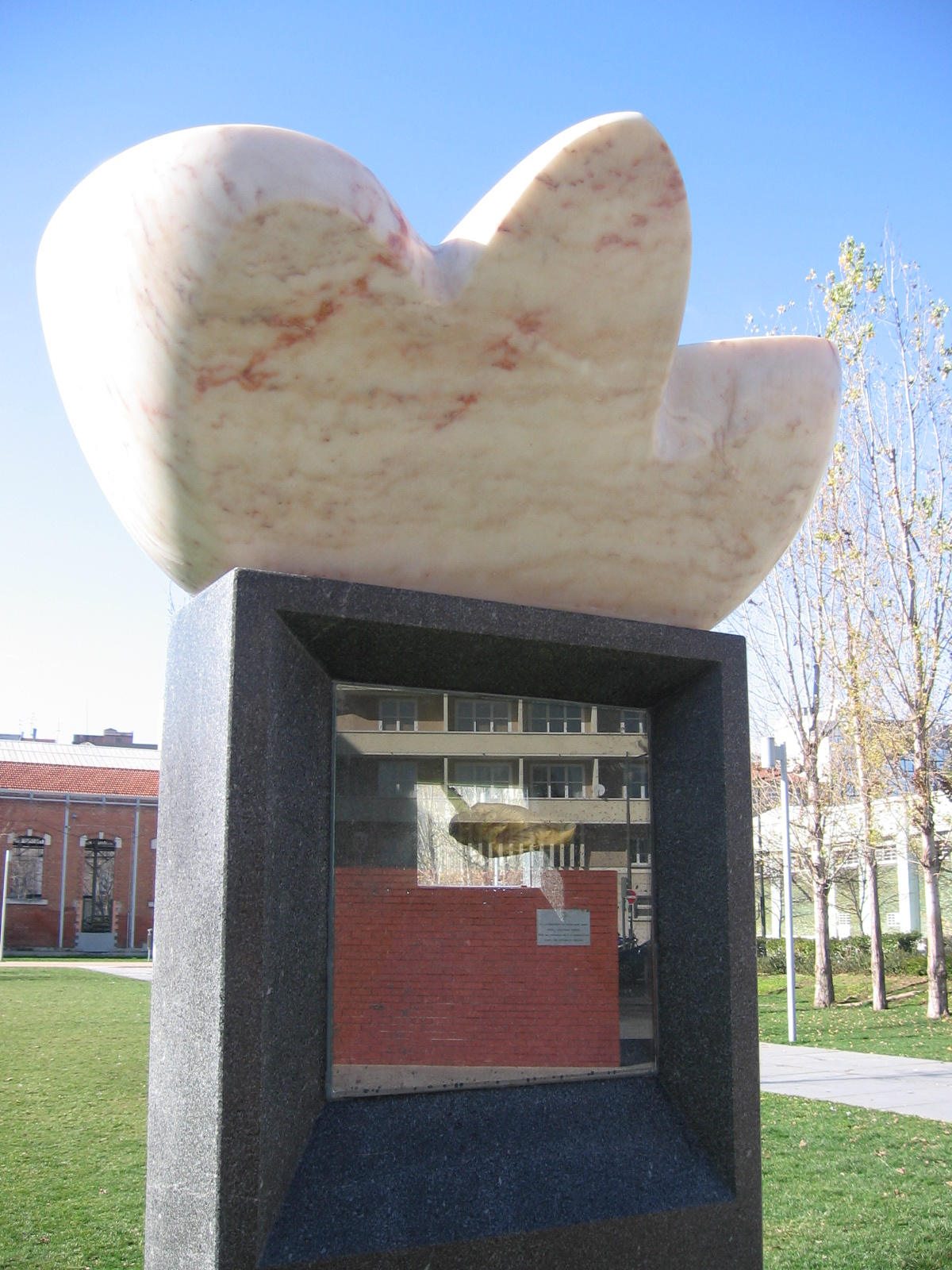
Memorial des argentinischen Bildhauers Frederico Brook für Jorge Luis Borges im Jardim do arco do Cego, Lissabon